# 宮次男
宮 次男（みや つぎお、1928年6月2日 - 1994年2月20日）は、日本の美術史家。専門は日本中世絵画史。

## 来歴
三重県出身。東北大学文学部卒。東京国立博物館、東京国立文化財研究所勤務。1960年「醍醐寺五重塔の壁画」（共同研究）で学士院恩賜賞受賞。77年「金字宝塔曼陀羅の研究」で東北大学より文学博士の学位を取得。東京国立文化財研究所情報資料部長、87年実践女子大学教授。

## 著書
- 『日本の美術 33 肖像画』 小学館、1975、ブック・オブ・ブックス
- 『金字宝塔曼陀羅』 吉川弘文館、1976

### 共編著
- 『日本文化の歴史 第6 王朝のみやびー平安後期』竹内理三共編、学研、1969
- 『日本の地獄絵』編著、芳賀書房、1973
- 『合戦絵巻』編著、角川書店、1977
- 『日本絵巻大成 15 後三年合戦絵詞』小松茂美,古谷稔共著、中央公論社、1977
- 『新修日本絵巻物全集 26 天子摂関御影・公家列影図・中殿御会図・随身庭騎絵巻』編集担当、角川書店、1978
- 『新修日本絵巻物全集 23 遊行上人縁起絵』角川源義共編集担当、角川書店、1979
- 『日本美術全集 第10巻 鎌倉の絵画 絵巻と肖像画』編集、学習研究社、1979
- 『日本古寺美術全集 第15巻 平等院と南山城の古寺』編著、集英社、1980
- 『日本古寺美術全集 第21巻　本願寺と知恩院』編集、集英社、1982
- 『日本古寺美術全集 第24巻 妙心寺』編集、集英社、1982
- 『日本の美と文化 Art japanesque 7 絵巻と物語 中世ドラマの舞台』共編著、講談社、1982
- 『絵本地獄　千葉県安房郡三芳村延命寺所蔵』白仁成昭共編、風濤社、1986
- 『図説日本仏教の世界 3 法華経の真理 救いをもとめて』木内尭央・佐藤弘夫・池見澄隆共著、集英社、1989
- 『図説日本仏教の世界 8 観音・地蔵・不動 民衆のねがい』上原昭二・山折哲雄・金岡秀友共著、集英社、1989
- 『図説日本仏教の世界 2 鎮護国家と呪術 日本仏教の始まり』上原昭二・山折哲雄・金岡秀友共著、集英社、1989
- 『日本美を語る 第6巻 絵と物語の交響 絵巻の世界』馬場あき子共編、ぎょうせい、1989
- 『太平記絵巻』佐藤和彦共編、河出書房新社、1992
- 『角川絵巻物総覧』共編、角川書店、1995
- 『図説地獄絵をよむ』澁澤龍彦共著、河出書房新社 ふくろうの本、1999

## 参考サイト
- コトバンク